# Stazione di Tolosa-Matabiau
La stazione di Tolosa-Matabiau  è la principale stazione ferroviaria a servizio di Tolosa e della sua agglomerazione, situata nel dipartimento dell'Alta Garonna, regione Midi-Pirenei.
È servita da TGV e dal TER.
La sua apertura all'esercizio avvenne nel 1856.